# Сикиония
Сикиони́я (греч. Δήμος Σικυωνίων) — община (дим) в Греции, в северо-восточной части полуострова Пелопоннеса, на побережье Коринфского залива. Входит в периферийную единицу Коринфии в периферии Пелопоннес. Население — 22 794 жителя по переписи 2011 года. Площадь — 602,539 квадратного километра. Плотность — 37,83 человека на квадратный километр. Административный центр — Кьятон. Димархом на местных выборах 2014 года избран Спирос Стаматопулос (Σπύρος Σταματόπουλος).
В 2011 году по программе «Калликратис» к общине Сикионии присоединены упразднённые общины Стимфалия и Фенеос.
Получила название от древней области Сикионии.

## Административное деление

Административное деление общины:
1 — Сикиония
2 — Фенеос, Стимфалия (справа)

Община (дим) Сикиония делится на 3 общинные единицы.